# ケミ (小惑星)
ケミ (1508 Kemi) は、火星軌道と交叉するパラス族にやや似た軌道を持つ火星横断小惑星である。フィンランドの天文学者ヘイッキ・アリコスキ (Heikki A. Alikoski) がトゥルクで発見した。
フィンランドのラッピ州にある都市、ケミ から命名された。